# Elektrownia jądrowa Hamaoka
Elektrownia jądrowa Hamaoka (jap. 浜岡原子力発電所 Hamaoka genshi-ryoku hatsuden-sho) – japońska elektrownia jądrowa w mieście Omaezaki, w prefekturze Shizuoka (200 km na zachód od Tokio), która została uruchomiona w 1976 roku. Obszar terenów elektrowni obejmuje powierzchnię 395 akrów (160 hektarów). Właścicielem i operatorem jest firma Chubu Electric Power Company.

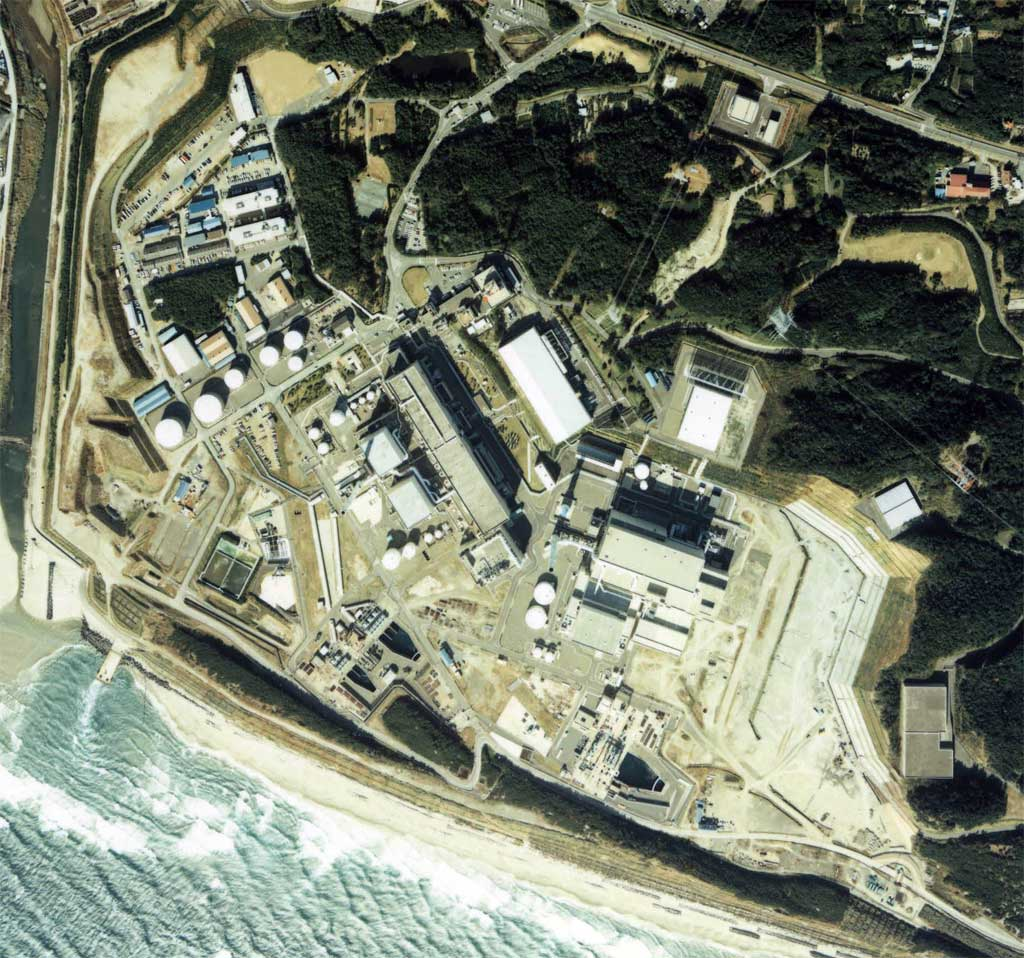
Elektrownia atomowa Hamaoka

Na terenie elektrowni znajduje się 5 reaktorów, z czego nr 1 i 2 zostały wycofane z użytkowania w 2009 roku, a nr 6 jest w budowie. Numery 1-4 to reaktory typu BWR, a 5 i 6 (planowany), typu ABWR (Advanced Boiling Water Reactor).
Elektrownia jest zlokalizowana w rejonie podatnym na trzęsienia ziemi, podobnie jak wszystkie elektrownie leżące w rejonach subdukcji płyt tektonicznych. W przypadku elektrowni japońskich zagrożeniem jest subdukcja płyty pacyficznej. Elektrownia Hamaoka została zaprojektowana do wytrzymania trzęsienia o sile 8.5, jednak Katsuhiko Ishibashi (sejsmolog, profesor Kobe University) nazwał ją „terrorystą-kamikaze, owiniętym bombami i czekającym na moment wybuchu”. Bywa określana jako najbardziej niebezpieczna elektrownia w Japonii”.

## Reaktory

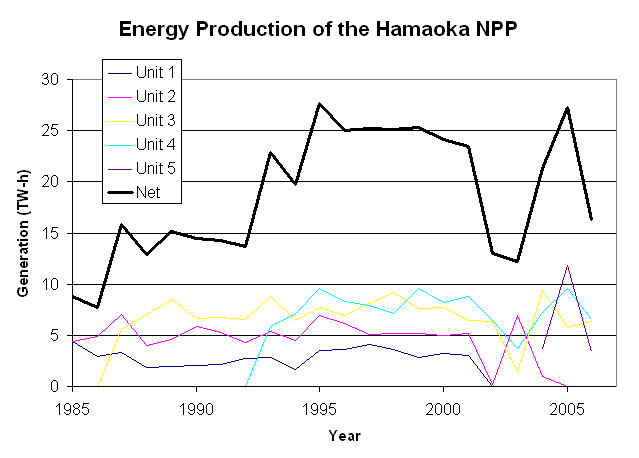
Produkcja energii w Hamaoka

| Nazwa bloku | Typ reaktora | Producent                            | Rozpoczęcie budowy   | Stan krytyczny    | Włącz. do sieci  | Wyłącz. trwałe  | Moc elektr. netto [MW] | Moc elektr. brutto [MW] | Moc termiczna [MW] | L. zestaw. paliw. | Koszt całk. bloku |
| ----------- | ------------ | ------------------------------------ | -------------------- | ----------------- | ---------------- | --------------- | ---------------------- | ----------------------- | ------------------ | ----------------- | ----------------- |
| Hamaoka-1   | BWR          | Toshiba                              | 14 czerwca 1971      | 20 czerwca 1974   | 13 sierpnia 1974 | 30 czerwca 2009 | 515                    | 540                     | 1593               |                   |                   |
| Hamaoka-2   | BWR          | Toshiba                              | 30 czerwca 1974      | 28 marca 1978     | 5 kwietnia 1978  | 30 czerwca 2009 | 806                    | 840                     | 2436               |                   |                   |
| Hamaoka-3   | BWR          | Toshiba / Hitachi                    | 30 października 1983 | 21 listopada 1986 | 20 stycznia 1987 |                 | 1056                   | 1100                    | 3293               |                   |                   |
| Hamaoka-4   | BWR          | Toshiba / Hitachi                    | 31 października 1989 | 12 lutego 1992    | 27 stycznia 1993 |                 | 1092                   | 1137                    | 3293               |                   |                   |
| Hamaoka-5   | ABWR         | Hitachi / General Electric / Toshiba | 7 stycznia 2000      | 23 marca 2004     | 30 kwietnia 2004 |                 |                        | 1380                    | 3926               |                   |                   |
| Hamaoka-6   | ABWR         |                                      | planowany            |                   |                  |                 |                        | 1380                    |                    |                   |                   |

## Wypadki
W 2001 roku uszkodzeniu uległ system HPCI (część awaryjnego systemu chłodzenia) w reaktorze nr 1. W 2004 roku wyłączono reaktor nr 2 z powodu wykrycia symptomów podobnych do przyczyn awarii w reaktorze nr 1.
Oba reaktory nie zostały już ponownie uruchomione, gdyż w 2006 roku zmieniły się normy bezpieczeństwa dotyczące odporności sejsmicznej elektrowni atomowych w Japonii. Operator elektrowni, z uwagi na koszty, 3,3 miliarda USD, i na to, że energia jądrowa stanowiła małą część wytwarzanej przez niego energii elektrycznej, zdecydował się nie wznawiać pracy reaktorów, co kosztowało go 1,2 mld. USD. Firma skupiła się na podwyższeniu standardów bezpieczeństwa sejsmicznego pozostałych 3 reaktorów do standardów narzuconych sobie przez Tokyo Electric Power Company w 2008, i zaadaptowanych przez pozostałych właścicieli elektrowni jądrowych.
W 2006 roku uszkodzeniu uległa turbina w bloku nr 5.